# Vlaams-Brabant
Vlaams-Brabant (tiếng Hà Lan: Vlaams-Brabantⓘ, tiếng Pháp: Brabant flamand, tiếng Anh: Flemish Brabant) là một tỉnh ở vùng Flanders, một trong ba vùng của Bỉ. Tỉnh này giáp với các tỉnh của Bỉ (từ phía bắc theo chiều kim đồng hồ): Antwerpen, Limburg, Liège, Walloon Brabant, Hainaut và Đông Flanders. Tỉnh này bao quanh hoàn toàn vùng thủ đô Brussels. Thủ phủ của tỉnh này là Leuven. Tỉnh này có diện tích 2.106 km² được tổ chức thành hai huyện hành chính (arrondissementen trong tiếng Hà Lan) với 65 đô thị.
Tỉnh được lập năm 1995 thông qua việc tách tỉnh Brabant trước đây thành 3 phần: hai tỉnh mới là Vlaams-Brabant và Walloon Brabant, và vùng thủ đô Brussels.
Tỉnh này có lịch sử văn hóa phong phú, có nhiều sản phẩm nổi tiếng, như bia Bỉ.
Ngôn ngữ chính thức của tỉnh là tiếng Hà Lan (như toàn bộ vùng Flanders), nhưng có vài đô thị sử dụng tiếng Pháp ở mức độ khác nhau.

## Các đô thị
Flemish Brabant có 65 đô thị, 35 đô thị ở huyện hành chính Halle-Vilvoorde và 30 đô thị ở huyện hành chính Leuven.

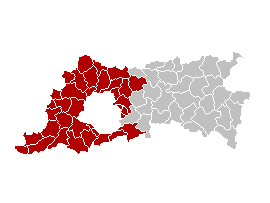
Bản đồ với vị trí huyện Halle-Vilvoorde

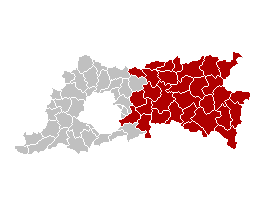
Bản đồ với huyện Leuven

| huyện Halle-Vilvoorde | huyện Leuven |
| - Affligem - Asse - Beersel - Bever - Dilbeek - Drogenbos - Galmaarden - Gooik - Grimbergen - Halle - Herne - Hoeilaart - Kampenhout - Kapelle-op-den-Bos - Kraainem - Lennik - Liedekerke - Linkebeek - Londerzeel - Machelen - Meise - Merchtem - Opwijk - Overijse - Pepingen - Roosdaal - Sint-Genesius-Rode - Sint-Pieters-Leeuw - Steenokkerzeel - Ternat - Vilvoorde - Wemmel - Wezembeek-Oppem - Zaventem - Zemst | - Aarschot - Begijnendijk - Bekkevoort - Bertem - Bierbeek - Boortmeerbeek - Boutersem - Diest - Geetbets - Glabbeek - Haacht - Herent - Hoegaarden - Holsbeek - Huldenberg - Keerbergen - Kortenaken - Kortenberg - Landen - Leuven - Linter - Lubbeek - Oud-Heverlee - Rotselaar - Scherpenheuvel-Zichem - Tervuren - Tielt-Winge - Tienen - Tremelo - Zoutleeuw |